# 코무로 테츠야
코무로 테츠야(일본어: 小室 哲哉 고무로 데쓰야[*], 1958년 11월 27일~)는 도쿄도 후추시 출신의 키보드 주자, 작사·작곡가이자 음악 제작자이다. 댄스 음악을 일본의 대중에게 퍼지게 한 사람으로 인식된다. 애칭은 '선생님', '텟쨩', 'TK' 등이다. 일본 내 소속사는 2001년부터 〈요시모토 흥업〉의 소속이었지만 2007년 6월 말에 계약이 종료되어 2007년 12월부터 〈Empire Play Music〉에 되었다. 아내는 globe의 보컬인 KEIKO이다.

## 인물
1986년 와타나베 미사토에게 작곡해 준 〈My Revolution〉으로 일본 레코드 대상 작곡상을 수상했으며 자신의 유닛인 《TM NETWORK》은 1987년에 발표한 〈Get Wild(사실상 코무로 테쓰야(tm-network)가 최초로 생산한 메가 히트곡, 애니메이션 시티 헌터 1기의 엔딩 곡, 애니메이션 시티 헌터와 고무로의 인연은 이후 러닝 투 호라이즌까지 이어진다)〉로 일약 인기 밴드가 되어 1988년 제39회 NHK 홍백가합전에 출연했다.
자신의 밴드 활동을 병행하면서 와타나베 미사토를 시작으로 오카다 유키코, 오기노메 요코, 오냔코 클럽의 후쿠나가 사토미, 호리 지에미, 나카야마 미호, 마쓰다 세이코, 고이즈미 교코, 미야자와 리에, 미쓰키 아리사, 마키세 리호, 나카모리 아키나 등의 작곡가로서도 활발히 활동하였다. 1989년 솔로앨범 〈RUNNING TO HORIZON〉과 〈GRAVITY OF LOVE〉이 연속으로 오리콘 싱글 차트 1위를 기록했으며 1985년부터 1992년까지는 애니메이션 영화 《흡혈귀 헌터 D》와 다큐멘터리 영화의 《우리의 7일간 전쟁》, 《하늘과 땅과》, 드라마의 《스무 살의 약속》, 뮤지컬 《mademoiselle·모차르트》의 OST를 담당했다.
1994년 TM NETWORK의 활동 종료를 전후해서 미쓰키 아리사, 시노하라 료코, TRF, 히토미, 우치다 유키, H Jungle with T, DOS, globe, 가하라 도모미, 아무로 나미에, 스즈키 아미 등 많은 인기 여가수의 음반 프로듀서 활동을 활발히 해서 1999년까지 수많은 밀리언 셀러와 히트곡 제조로서의 면모를 다해 ‘고무로 패밀리’, ‘고무로 사운드’, ‘고무로계’라는 말이 생기기까지 하면서 사회현상으로 치달았다. 코무로 테쓰야가 지금까지 프로듀서한 싱글·앨범의 총 판매량은 약 1억 7000만장에 이르며 작곡가별 싱글 총 매상은 쓰쓰미 교헤이에 이어 2위를 차지했다.
2008년 11월, 저작권을 이용한 사기 혐의로 긴급 체포되었다. 고무로는 자신의 명의로 JASRAC에 등록되어 있는 806곡의 저작권을 10억 엔에 양도하는 계약을 8월 6일에 맺고, 피해자로부터 5억 엔을 선금으로 받았다. 그러나 실제 저작권은 출판사 등에 이미 양도되어 있어 고무로는 저작권을 행사할 수 없었다(저작권을 출판사 등에 양도하고, 실저작자는 인세를 받는 시스템). 이를 알게 된 피해자는 고무로에게 반환을 요구하였고, 고무로는 이에 응하였으나 실제 지불할 능력이 없어 체포되기에 이르렀다. 이후 2009년 3월 10일에 이르러 에이벡스에서 대신 해당 금액을 지불해 주었다.
2009년 5월 11일, 오사카 재판부는 그에게 징역 3년 집행유예 5년(구형징역 5년)의 판결을 선고했다.

## 앨범

### 싱글
1. RUNNING TO HORIZON (1989년 10월 28일, 애니메이션 《시티 헌터 3》 주제가)
2. GRAVITY OF LOVE (1989년 11월 17일)
3. CHRISTMAS CHORUS (ESDB 3040 1989년12월1일)
4. 天と地と~HEAVEN AND EARTH~[하늘과 땅과∼HEAVEN AND EARTH~] (1990년 4월 21일, 영화 《하늘과 땅과》 테마곡)
5. 永遠と名づけてデイドリーム[영원이라고 말해 데이 드림](뮤지컬 《mademoiselle·모차르트》 테마 송)
6. Magic (1992년 10월 1일)
7. Pure (Hyper Mix)
8. SPEED TK RE-MIX(영화 《스피드2》 테마곡)
9. TOGETHER NOW(JEAN MICHEL JARRE & TETSUYA "TK" KOMURO)
10. Blue Fantasy - Love & Chill Out
11. SPEED TK RE-MIX~불길의 팽이
12. Blue Fantasy - DJ Krush Remix

### 앨범
- 1985년 《흡혈귀 헌터“D”》 OST (TM NETWORK로 발매)
- 1988년 SEVEN DAYS WAR MUSIC FROM THE ORIGINAL MOTION PICTURE SOUNDTRACK(영화 「우리의 7일간 전쟁」사운드 트랙)(릴리스 당초는TM NETWORK명의)
- 1989년 Digitalian is eating breakfast
- 1990년 天と地と(영화 《하늘과 땅과》 사운드 트랙)
- 1990년 Psychic Entertainment Sound(Tetsuya Komuro & Mr.Maric)
- 1991년 mademoiselle·모차르트(뮤지컬 《mademoiselle·모차르트》 OST)
- 1992년 Hit Factory(셀프 커버 앨범)
- 1992년 스무살의 약속(드라마 《스무살의 약속》사운드 트랙)
- 1995년 TJM - tetsuya komuro Jungle massive(라이브 앨범)
- 1996년 TK-Trap(라이브 앨범)
- 1998년 P.A.(드라마 《P.A.》OST)
- 2001년 Blue Fantasy - Love & Chill Out With Trance Remixes
- 2002년 SYNTHESIZED TRANCE vol.1
- 2002년 SYNTHESIZED TRANCE vol.2
- 2003년 PIANO globeglobe piano collection
- 2003년 PIANO WIND (TK AMBIENT SELECTION)
- 2003년 PIANO VOICE (TK PIANO WORKS)
- 2006년 TK INSTRUMENTAL WORKS SELECTION 19862003
- 2007년 Cream Of J-POP ~ウタイツグウタ~ (리믹스 앨범, 「DJ TK」로 발매)
- 2008년 Far Eastern Wind - Winter (iTunes 판매 한정, 세계 동시 판매)
- 2011년 Digitalian is eating breakfast 2

## 협력
다음의 음악가와 함께 일했다.
- TRF
- 아무로 나미에
- 아사미
- 시노하라 료코
- 마츠다 세이코
- 나카모리 아키나
- 와타나베 미사토
- 미야자와 리에
- 고이즈미 쿄코
- 스즈키 아미
- 미츠키 아리사
- 백스트리트 보이즈
- Blaque Ivory with TK
- 보아
- Cuiling
- dos
- Gaball
- globe
- H Jungle with T
- 히토미
- 하마사키 아유미
- 장미셸 자르
- OLIVIA
- 카하라 토모미
- 케이코 그외 다수..

## 출연 버라이어티
- 1995.02.20 HEY! HEY! HEY!
- 1999.01.10 정열대륙
- 2001.04.15 도모토 쿄다이
- 2002.02.14 우타방
- 2004.10.23 보쿠라노 온가쿠
- 2004.10.31 신 도모토 쿄다이
- 2006.04.11 런던하츠
- 2006.10.03 즈바리 이우와요
- 2007.01.02 즈바리 이우와요
- 2008.04.21 SMAPXSMAP

(연말 특집 프로그램 및 음악순위 프로그램 제외)

## 같이 보기
- globe
- 고무로 패밀리(ja:小室ファミリー, TK Family)